# Grant Holt
Grant Holt (Carlisle, Reino Unido, 12 de abril de 1981) es un exfutbolista inglés que jugaba de delantero.
En agosto de 2018 anunció su retirada como futbolista y su regreso al Norwich City F. C. para entrenar en la academia del club.

## Trayectoria

### Inicios
Holt comenzó jugando a fútbol en el equipo juvenil del Carlisle United de su natal Carlisle, pero se unió al Workington Football Club luego de graduarse de la academia a sus 18 años. A partir de allí Holt pasaría de un club a otro en las ligas inferiores de Inglaterra, con pasos por el Halifax Town, Sorrento Football Club y Barrow A.F.C.; además de un breve paso por el Sengkang Marine de Singapur. Al regresar de Singapur, Holt debía firmar con el Carlisle United, pero este último entró en concurso de acreedores obligándolo a volver a Barrow y trabajar medio tiempo en una fábrica para poder mantenerse.
Luego de pasar dos temporadas en Barrow entre 2001 y 2003, Holt finalmente fue fichado de nuevo por un club profesional, el Sheffield Wednesday de la Football League One, en marzo de 2003. Luego de jugar 30 partidos con el club y anotar cuatro goles, Holt fue traspasado al Rochdale AFC de la Football League Two, donde finalmente pudo jugar en forma consistente, anotando 42 goles en 83 partidos. Luego de esta excelente temporada, Holt fue comprado por el Nottingham Forest del Football League Championship en 2006 por 300 000 £.

### Nottingham Forest
Holt comenzó su carrera en el Nottingham Forest en la temporada 2005-06, anotando pocos goles y saliendo más que todo desde la banca. No obstante, en la temporada siguiente, pese a aún no ser titular, se consagró como el máximo anotar del club con 17 goles en todas las competiciones y fue nombrado Mejor Jugador de la Temporada por los hinchas.
Luego de una temporada poco productiva en 2007-08, Holt fue cedido al Blackpool Football Club del Football League Championship para la siguiente temporada, pero solo jugaría 4 partidos antes de ser finalmente traspasado al Shrewsbury Town en junio de 2008.

### Shrewsbury Town
Holt se unió al Shrewsbury Town Football Club el 24 de junio de 2008 por una cifra récord para el club de 170 000 libras. Anotó su primer gol con el Shrewsbury en su debut, la victoria 4-0 sobre el Macclesfield Town.

### Norwich City
Luego de una notable actuación con el Shrewsbury en la temporada 2008-09, Holt fichó con el Norwich City el 24 de junio de 2009 por una suma aproximada de 400 000 libras. Su contrato se extendía hasta el final de la temporada 2011-12, con opción a extenderlo uno más.

### Wigan Athletic
El 8 de julio de 2013, Holt fichó con el recientemente descendido a la Football League Championship, el Wiga Athletic, por 2 millones de libras y un periodo de tres años.

## Clubes
| Club                                   | País       | Año       |
| -------------------------------------- | ---------- | --------- |
| Workington A. F. C.                    | Inglaterra | 1999      |
| Halifax Town A. F. C.                  | Inglaterra | 1999-2001 |
| Sorrento F. C. (cedido)                | Australia  | 2001      |
| Barrow A. F. C. (cedido)               | Inglaterra | 2001      |
| Sengkang Marine                        | Singapur   | 2001      |
| Barrow A. F. C.                        | Inglaterra | 2001-2003 |
| Sheffield Wednesday F. C.              | Inglaterra | 2003-2004 |
| Rochdale A. F. C.                      | Inglaterra | 2004-2006 |
| Nottingham Forest F. C.                | Inglaterra | 2006-2008 |
| Blackpool F. C. (cedido)               | Inglaterra | 2008      |
| Shrewsbury Town F. C.                  | Inglaterra | 2008-2009 |
| Norwich City F. C.                     | Inglaterra | 2009-2013 |
| Wigan Athletic F. C.                   | Inglaterra | 2013-2016 |
| Aston Villa F. C. (cedido)             | Inglaterra | 2014      |
| Huddersfield Town A. F. C. (cedido)    | Inglaterra | 2014      |
| Wolverhampton Wanderers F. C. (cedido) | Inglaterra | 2015-2016 |
| Rochdale A. F. C.                      | Inglaterra | 2016      |
| Hibernian F. C.                        | Escocia    | 2016-2017 |
| King's Lynn Town F. C.                 | Inglaterra | 2017      |
| Barrow A. F. C.                        | Inglaterra | 2017-2018 |

## Palmarés

### Campeonatos nacionales
| Título              | Club         | País       | Año  |
| ------------------- | ------------ | ---------- | ---- |
| Football League One | Norwich City | Inglaterra | 2010 |